# Angelo Mai
Angelo Mai (7 de marzo de 1782-8 de septiembre de 1854) fue un religioso y filólogo italiano.
Angelo Mai obtuvo su reputación como filólogo al publicar por primera vez una serie de textos clásicos anteriormente desconocidos. Fueron textos que él mismo descubrió y publicó, primero mientras estuvo a cargo de la Biblioteca Ambrosiana en Milán, y posteriormente como responsable de la Biblioteca Vaticana de Roma. Estos textos se encontraban frecuentemente en pergaminos manuscritos que habían sido lavados y reutilizados, y Angelo pudo acceder a los textos anteriores mediante el uso de productos químicos. En particular, Mai fue capaz de localizar una parte sustancial de la muy buscada obra De re publica, de Cicerón.

## Biografía
Angelo Mai nació en una modesta familia de Schilpario, en la provincia de Bérgamo (Lombardía). En 1799 entró en la Compañía de Jesús, y en 1804 ya era profesor de clásicas en el colegio de Nápoles. Tras completar sus estudios en el Collegium Romanum, vivió durante algún tiempo en Orvieto, donde ejerció como profesor y se dedicó a los estudios sobre paleografía. Los acontecimientos políticos de 1808 motivaron su huida de Roma, a donde había vuelto en ese periodo, y su establecimiento en Milán, donde fue nombrado en 1813 custodio de la Biblioteca Ambrosiana.
Entonces se lanzó con su característica energía y celo a la tarea de examinar los numerosos manuscritos dejados a su cargo, y durante los siguientes seis años pudo devolver al mundo un considerable número de trabajos literarios largamente perdidos. Tras dejar la Compañía de Jesús, fue invitado a Roma en 1819 como supervisor jefe de la Biblioteca Vaticana. En 1833 fue transferido al cargo de secretario de la Congregación para la Evangelización de los Pueblos, y el 12 de febrero de 1838 fue ascendido a la dignidad de cardenal. Angelo Mai murió en Castelgandolfo, cerca de Albano, el 8 de septiembre de 1854.
La fama de Mai reside, sin embargo, en sus habilidades como lector de palimpsestos. A su periodo de residencia en Milán pertenecen las siguientes publicaciones:
- Fragmentos de las obras de Cicerón Pro Scauro, Pro Tullio, Pro Flaco, In Clodium et Curionem, De aere alieno Milonis y De Rege Alexandrino (1814).
- Marco Cornelio Frontonis opera inedita, cum epistolis item ineditis, Antonini Pii, Marci Aurelii, Lucii Veri et Appiani (1815; nueva edición, 1823, con más de 100 cartas adicionales de Frontón halladas en la Biblioteca Vaticana).
- Porciones de ocho discursos de Quinto Aurelio Simmaco.
- Fragmentos de Plauto.
- Los discursos de Iseo de Atenas, De hereditate Cleonymi.
- Los últimos nueve libros de Antiquities, de Dionisio de Halicarnaso, y otros trabajos de este autor.
- Las Institutas de Gayo en 1818.
- De re publica de Cicerón: M Tullii Ciceronis de Re publica quae supersunt, aparecido en Roma en 1822.
- Scriptorum veterum nova collectio, e Vaticanis codicibus edita, entre 1825 y 1838.
- Spicilegium Romanum, entre 1839 y 1844.
- Patrum nova bibliotheca, entre 1845 y 1853.

Su edición del celebérrimo Codex Vaticanus, completado en 1838, aunque no publicado hasta cuatro años después de su muerte (lo que es, de forma ostensible, la fuente de su poca exactitud), es el menos satisfactorio de sus trabajos, y fue superado por la edición de Vercellone y Cozza de 1868, la cual también deja mucho que desear.
Aunque Mai no tuvo tanto éxito en la crítica textual como en el descifrado de manuscritos, siempre será recordado como un laborioso y perseverante pionero, gracias a cuyos esfuerzos muchos escritores clásicos fueron rescatados del olvido.